# Deportes ecuestres en los Juegos Olímpicos de Londres 2012
Los deportes ecuestres en los Juegos Olímpicos de Londres 2012 se realizaron en el Greenwich Park de Londres del 28 de julio al 8 de agosto de 2012.
En total se disputaron en este deporte seis pruebas diferentes en las disciplinas de doma, salto de obstáculos y concurso completo, en las categorías individual y por equipos. El programa de competiciones se mantuvo como en la edición pasada.

## Clasificación
Participaron 200 jinetes (50 en doma, 75 en el concurso completo y 75 en saltos) de 41 federaciones nacionales afiliadas a la Federación Ecuestre Internacional (FEI).

## Medallistas
| Evento                                         | Oro | Plata | Bronce |
| ---------------------------------------------- | --- | --- | --- |
| Doma individual (9 de agosto)                  | Charlotte Dujardin · (Valegro) · Reino Unido · 90,089 pts. | Adelinde Cornelissen · (Parzival) · Países Bajos · 88,196 pts. | Laura Bechtolsheimer · (Mistral Hojris) · Reino Unido · 84,339 pts. |
| Doma por equipos (7 de agosto)                 | Carl Hester · (Uthopia) · Laura Bechtolsheimer · (Mistral Hojris) · Charlotte Dujardin · (Valegro) · Reino Unido · 79,979                                             | Dorothee Schneider · (Diva Royal) · Kristina Sprehe · (Desperados) · Helen Langehanenberg · (Damon Hill) · Alemania · 78,216                                                                   | Anky van Grunsven · (Salinero) · Edward Gal · (Undercover) · Adelinde Cornelissen · (Parzival) · Países Bajos · 77,127                                                           |
| Salto de obstáculos individual (8 de agosto)   | Steve Guerdat · (Nino des Buissonets) · Suiza · 0 | Gerco Schröder · (London) · Países Bajos · 1+0 | Cian O'Connor · (Blue Loyd 12) · Irlanda · 1+4 |
| Saltos de obstáculos por equipos (6 de agosto) | Nick Skelton · (Big Star) · Benjamin Maher · (Tripple X) · Scott Brash · (Hello Sanctos) · Peter Charles · (Vindicat) · Reino Unido · 8 (0)                           | Jur Vrieling · (Bubalu) · Maikel van der Vleuten · (Verdi) · Marc Houtzager · (Tamino) · Gerco Schröder · (London) · Países Bajos · 8 (12)                                                     | Abdulá Al Saúd · (Davos) · Kamal Bahamdan · (Noblesse des Tess) · Ramzy Al Duhamy · (Bayard van de Villa There) · Abdulá Al Sharbatly · (Sultan) · Arabia Saudita · 14           |
| Concurso completo individual (31 de julio)     | Michael Jung · (Sam) · Alemania · 40,60 | Sara Algotsson Ostholt · (Wega) · Suecia · 43,30 | Sandra Auffarth · (Opgun Louvo) · Alemania · 44,80 |
| Concurso completo por equipos (31 de julio)    | Peter Thomsen · (Barny) · Dirk Schrade · (King Artus) · Sandra Auffarth · (Opgun Louvo) · Michael Jung · (Sam) · Ingrid Klimke · (Butts Abraxxas) · Alemania · 133,70 | William Fox-Pitt · (Lionheart) · Nicola Wilson · (Opposition Buzz) · Zara Phillips · (High Kingdom) · Mary King · (Imperial Cavalier) · Kristina Cook · (Miners Frolic) · Reino Unido · 138,20 | Jonelle Richards · (Flintstar) · Caroline Powell · (Lenamore) · Jonathan Paget · (Clifton Promise) · Andrew Nicholson · (Nereo) · Mark Todd · (Campino) · Nueva Zelanda · 144,40 |

## Medallero
| Núm. | País           | Oro | Plata | Bronce | Total |
| ---- | -------------- | --- | ----- | ------ | ----- |
| 1    | Reino Unido    | 3   | 1     | 1      | 5     |
| 2    | Alemania       | 2   | 1     | 1      | 4     |
| 3    | Suiza          | 1   | 0     | 0      | 1     |
| 4    | Países Bajos   | 0   | 3     | 1      | 4     |
| 5    | Suecia         | 0   | 1     | 0      | 1     |
| 6    | Arabia Saudita | 0   | 0     | 1      | 1     |
| 6    | Irlanda        | 0   | 0     | 1      | 1     |
| 6    | Nueva Zelanda  | 0   | 0     | 1      | 1     |
|      | TOTAL          | 6   | 6     | 6      | 18    |